# Month of Photography Asia

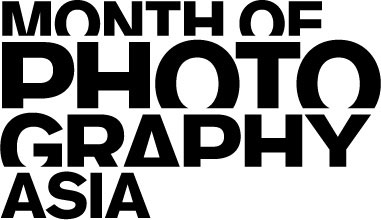
Month of Photography Asia, logo od roku 2009

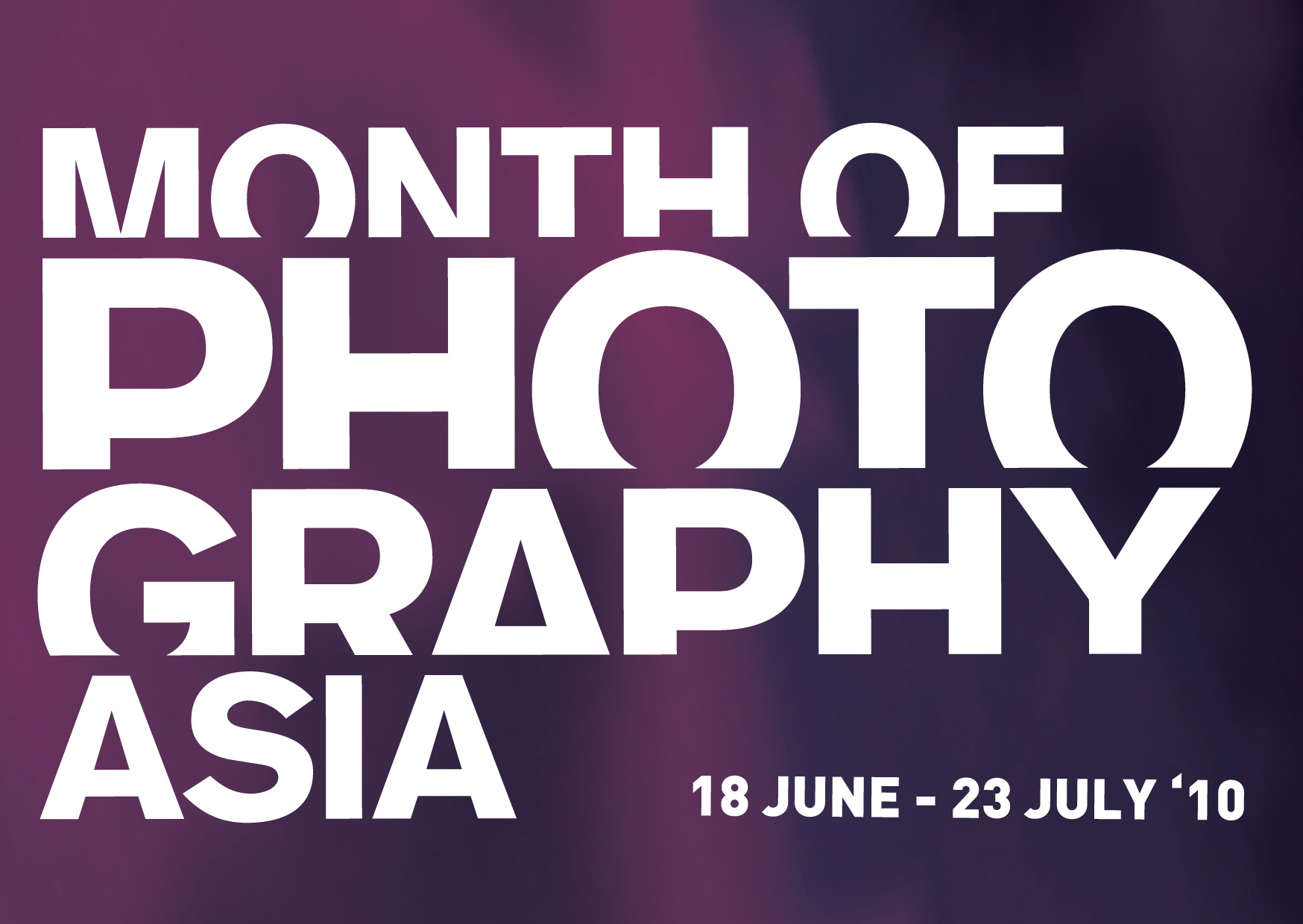
Logo MOPAsia 2010

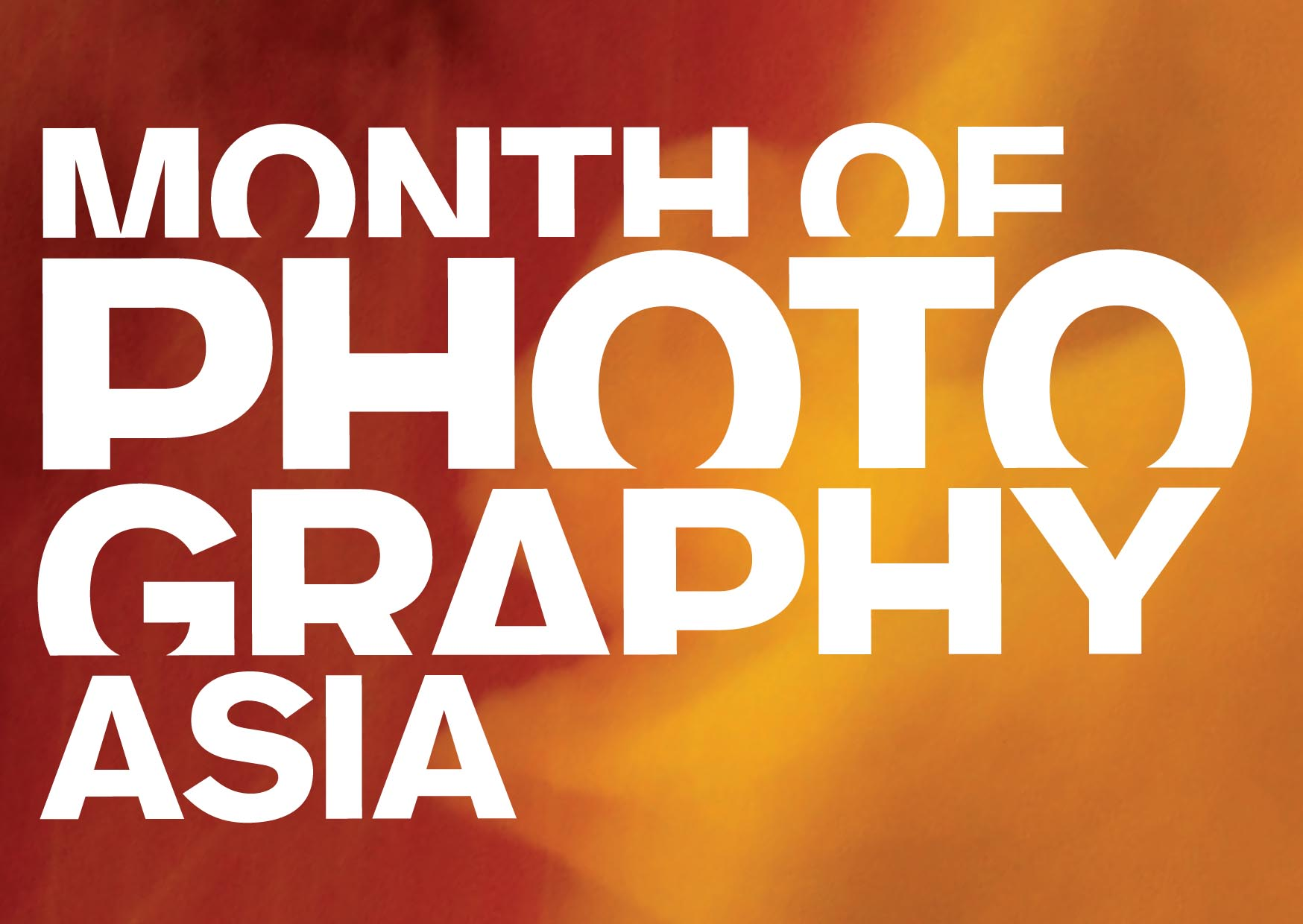
Logo MOPAsia 2009

Month of Photography Asia (známý jako MOPA a MOPAsia) je mezinárodní festival fotografie pořádaný v Singapuru od roku 2002.
Festival slouží jako platforma fotografie jako umělecké formy i jako kreativního průmyslu. Každý rok je vybrán kurátor pro konkrétní téma a představuje díla toho nejlepšího světových a singapurských fotografů ve vztahu k letošnímu tématu. Festival doprovázejí výstavy doplněné veřejnými programy (které zahrnují kulaté stoly, mistrovské kurzy, přednášky, recenze portfolií, projekce, výlety a workshopy), a další doprovodné akce.

## Historie
Festival se poprvé konal v roce 2002 jako Month of Photography in Singapore (Měsíc fotografie v Singapuru), jako společná iniciativa Alliance Française de Singapour a National Arts Council. Vznikl za přítomnosti Jean-Luc Monterossa, ředitele Evropského domu fotografie (Maison Européenne de la Photographie - MEP.

### Kurátorská témata
Od roku 2004 jsou představována kurátorská témata jako páteř každého ročníku festivalu:
- 2004: Popular Pleasures through Photography
- 2006: Le Regard Documentaire
- 2007: Wanderings
- 2008: Still/Moving: Photography & Cinema[1]
- 2009: Engaging Asia [2][3]
- 2010: Praxis
- 2011: Memory. Tématem pro rok 2011 byla Paměť.

### Out of Focus
V roce 2006 festival odstartoval sérii skupinových výstav tzv. Out of Focus věnovaný fotografům, kteří neměli ještě samostatnou výstavu. První základní kámen založil kurátor singapurský fotograf Tay Kay Chin.

## Fakta a čísla

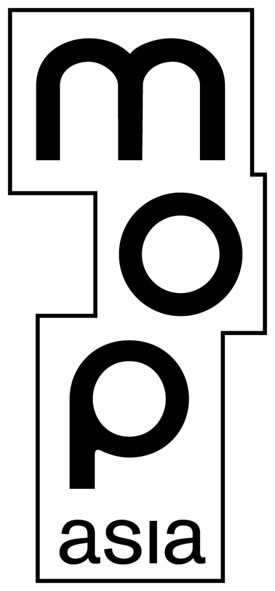
Logo MOPAsia 2007 & 2008

### Direktoři
- Shirlene Noordin, direktor od roku 2006 do 2010
- Shirlene Noordin a Raphaël Millet, ko-direktoři v roce 2011

### Zahraniční hosté
Festival navštěvují mezinárodní hosté z celého světa, a to buď na výstavy, diskuse nebo rezidenci:
- Keiiči Tahara, Jean-Christophe Ballot, Horst Wackerbarth a Marie-Laure de Deckerová, 2002
- Pierre & Gilles[4], 2004
- Martin Parr, 2007
- Alain Fleischer, Abbas, 2008
- Steve McCurry,[5][6][7] Françoise Huguier, Agnès de Gouvion Saint-Cyr, Bertrand Meunier, 2009
- Martin Parr, Agnès de Gouvion Saint-Cyr, Mattias Klum, 2010[8][9][10][11][12][13][14]

### Singapurští profesionálové
Do festivalu se zapojují singapurští fotografové a profesionálové jako jsou:
- Tay Kay Chin
- Gilles Massot
- Emmeline Yong
- Ernest Goh
- Tan Ngiap Heng
- Kheng-li Wee
- Bryan van der Beek

### Seznam výstav

#### Samostatné
- Marc Riboud, Laure Bonduelle, Lucas Jodogne, Gilles Massot, 2002
- Pierre & Gilles, 2004
- Henri Cartier-Bresson, Robert Doisneau, 2006
- Martin Parr, Raymond Depardon, 2007
- Alain Fleischer,[15] Sherman Ong, Sean Lee, Marcel Thomas, 2008
- Deanna Ng, Françoise Huguier, Steve McCurry, Marc Riboud,[16] Bertrand Meunier, 2009
- Sherman Ong, Jing Quek, Francis Ng, Tay Wei Ling, Mattias Klum,[17] Marcel Heijnen [18], 2010
- Agan Harahap, 2011

#### Společné
- William Klein, Helmut Newton, Frank Horvat, součást výstavy Fashion Photography, 2002.
- Edouard Boubat, Henri Cartier-Bresson, Willy Ronis, Robert Doisneau, Bey Hua Heng, Foo Tee Jun, Goh Peng Seng, Eric Goh Wee Seng, Lee Tiah Khee, Tan Lip Seng, součást výstavy Humanist Photography, 2002.
- Denis Roche, Mary-Ann Teo, součást výstavy Photography and Literature, 2002.
- Alejandra Figueroa, Martial Cherrier, Koos Breukel, Anne Favret, Patrick Manez, Gilbert Garcin, Pepijn Provily, Liza Ryan, Mark Segal, Eulalia Vallderosa, Céline Van Balen, součást výstavy Donation Foundation NSM-Vie, 2002
- Candice Koh, Tan Ngiap Heng, Tay Kay Chin, Wee Kheng-Li, Terence Yeung, součást výstavy Young Singaporean Photographers, 2002.
- Ken Seet, Gilles Massot, Jean-Christophe Ballot, Sha Ying, součást výstavy Facets, 2002.
- Ernest Goh, Ming, Terence Yeung, Ken Seet, Wee Kheng-Li, Mable Lee, součást výstavy Mini MOP, 2003.
- Ernest Goh, Ming, Sherman Ong, Tay Kay Chin, Chua Chye Teck, Wee Kheng-Li, Lim Kok Boon, Gilles Massot, Franck Pinckers, Tan Ngiap Heng, Terence Yeung, součást výstavy Singapore Pop Shots, 2004.
- Orlan, Denis Darzacq, Natacha Lesueur, Pascal Monteil, Bettina Rheims, Jean-Paul Goude, Pierre & Gilles součást výstavy Pop Culture, 2004.
- André Kertész, Willy Ronis, Gabriel Loppé, Keiiči Tahara, Jean-Luc Moulène, Edouard Boubat, Philippe Grunchec, Claude Dityvon, Jean-Christophe Ballot, Brassaï, Jean-Claude Gautrand, Marc Riboud, Holger Trulzsch, Thérèse Bonney, Lucien Hervé, Mimmo Jodice, Michael Kenna, Jean-Paul Charbonnier, Godefroy Ménanteau, Frank Horvat, Henri Manuel, Paul Géniaux, Jan Auvigne, Jean-Jacques Salvadot, René-Jacques, Marin Kasimir, Martine Francková, Jahan, Eugène Atget, Jürgen Nefzger, William Klein, Izis, Michel Séméniako, Ruth Mayerson-Gilbert, Bogdan Konopka, Suzanne Doppelt, Jean-Loup Sieff, Marie-Paule Nègre, součást výstavy Objectif Paris, 2007
- Robert Capa, René Burri, Werner Bischof, Eve Arnoldová, Philippe Halsman, Dennis Stock, Bruce Davidson, Elliott Erwitt, Burt Glinn, David Hum, Erich Lessing, Inge Morath, Bruno Barbey, Nicolas Tikhomiroff, Herbert List, Ferdinando Scianna, Guy Le Querrec, Constantine Manos, Erich Hartmann, David Seymour, W. Eugene Smith, John Vink, Harry Gruyaert, součást výstavy Magnum Cinema, 2008
- Bertrand Meunier, Ťiang Ťien, Sing Tan-wen, Johann Rousselot, Samuel Bollendorff, Thierry Girard, Muchen & Šao I-nung, součást výstavy Changing Asia, 2009
- Sean Lee, Čao Žen-chuej, John Clang, součást závěrečné výstavy ocenění 2. ICON de Martell Cordon Bleu photography award, 2011
- Robert Capa, Larry Burrows, Jean Péraud, Henri Huet, Huynh Tanh My, Gilles Caron, Terry Khoo, Sam Kai Faye, Sean Flynn, Dana Stone, Dickey Chapelle, etc., součást výstavy "Requiem", 2011

Out of Focus:
- Terence Tay, Julia Nah, Joe Nair, Soyun Lee, Teo Chee Sern, 2006
- Matthew Teo, Sha Ying, 2007
- Geoffrey Pakiam, Gozde Zehnder, Ng Sze Kiat, Chen Shi Han, 2008
- Then Chih Wey, Dyn, Jean Loo, 2009

### Statistiky

#### Návštěvnost
- 12 000 návštěvníků v roce 2002
- 35 000 návštěvníků v roce 2004
- 36 800 návštěvníků v roce 2006
- 40 900 návštěvníků v roce 2007
- 44 400 návštěvníků v roce 2008
- 45 500 návštěvníků v roce 2009
- 47 200 návštěvníků v roce 2010